# تاکاهیتو، شاهزاده میکاسا
شاهزاده میکاسا (به ژاپنی: 三笠宮崇仁親王) عضوی از خاندان سلطنتی ژاپن بود. او چهارمین و کوچک‌ترین پسر امپراتور تایشو و امپراتریس تی‌می بود. بزرگ‌ترین برادر او امپراتور هیروهیتو بود. وی عموی امپراتور آکی‌هیتو بود. او در سال ۲۰۰۴ مسن‌ترین عضو خاندان امپراتوری ژاپن شد. او پس از خدمت در ارتش سلطنتی ژاپن در جنگ جهانی دوم به عنوان دانشور پاره وقت در زمینه مطالعات خاورمیانه و زبانهای سامی مشغول به کار شد. او در خط جانشینی به تاج و تخت ژاپن پنجم بود. شاهزاده میکاسا در ۲۷ اکتبر ۲۰۱۶ در سن ۱۰۰ سالگی درگذشت.